# Gorefield
Gorefield – wieś w Anglii, w hrabstwie Cambridgeshire, w dystrykcie Fenland. Leży 54 km na północ od miasta Cambridge i 132 km na północ od Londynu. Miejscowość liczy 1064 mieszkańców.